# Полярний Урал
Полярний Урал — частина гір Урал, від річки Хулга (басейн річки Об), що займає площу від її верхів'я, до гори Константінов Камінь.
- Довжина 380 км.
- Ширина від 40 до 100 км.
- Висота до 1499 м (гора Пайер).

Складена переважно кварцитами, кристалічними сланцями, виверженими й осадовими гірськими породами. Збереглися сліди гірничо-долинних зледенінь (цирки, троги, морени). Сучасне зледеніння (льодовики ІГАН, Долгушина тощо).
Багато озер (найглибше — озеро Велике Щуч'є). Схили південної частини (до висоти 300—400 м) покриті тайговим рідколіссям з модрини, ялини, з домішкою берези, вище і в північніших частинах — гірська, мохово-лишайникова тундра, скелі, кам'яні розсипи.

## Річки
- Західний схил
- Кара
- Уса
- Східний схил
- Щуч'я
- Лонгот'єган
- Синя